# Кумпис, Йонас Александрович
Йонас (Ян) Александрович Кумпис (Кумпис-Компекевич) (лит. Jonas Kumpis; 30 января 1895, Шяуляйский уезд — 14 июля 1960, Вильнюс) — советский литовский архитектор.

## Биография

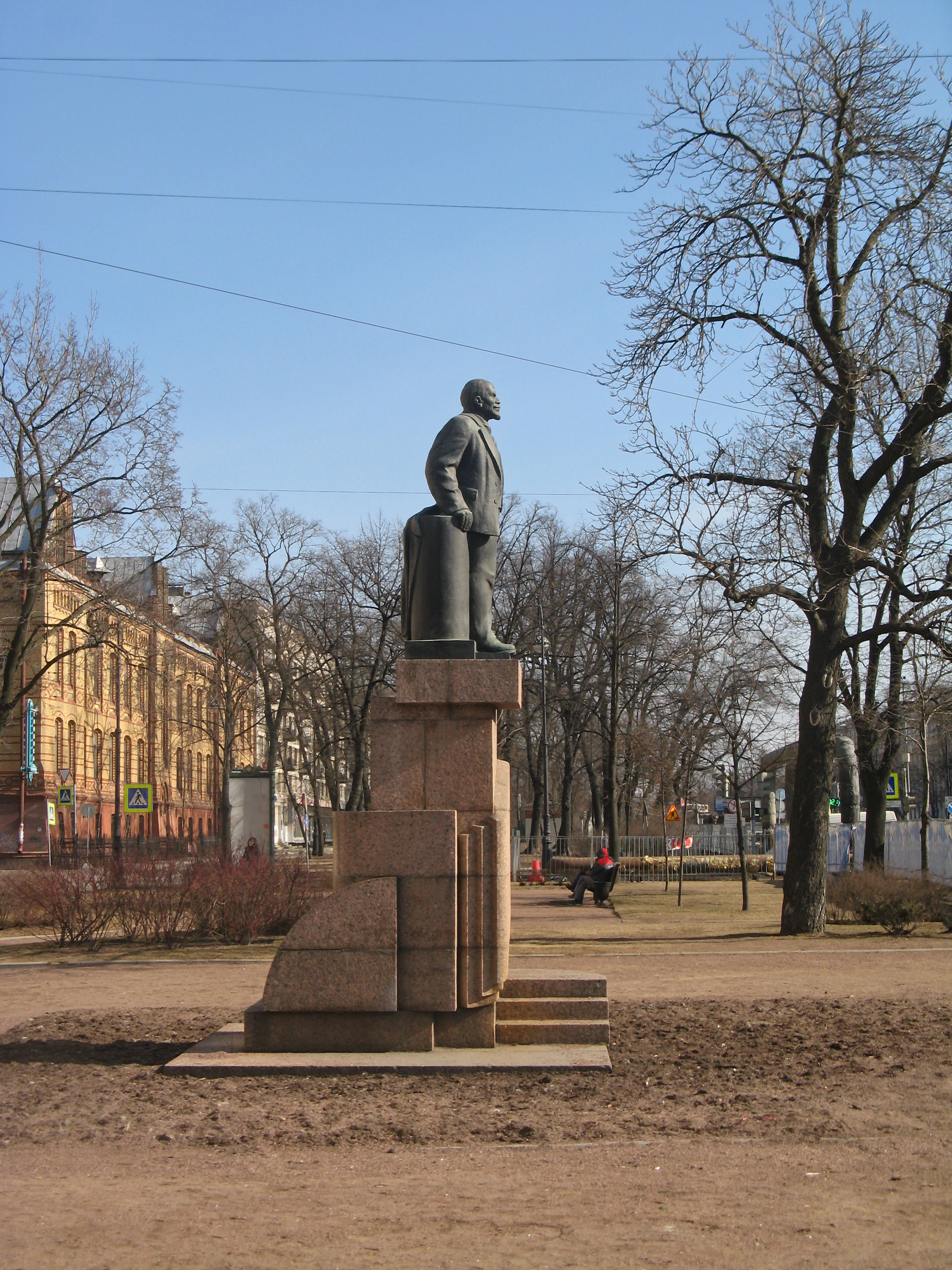
Памятник В. И. Ленину
в Санкт-Петербурге

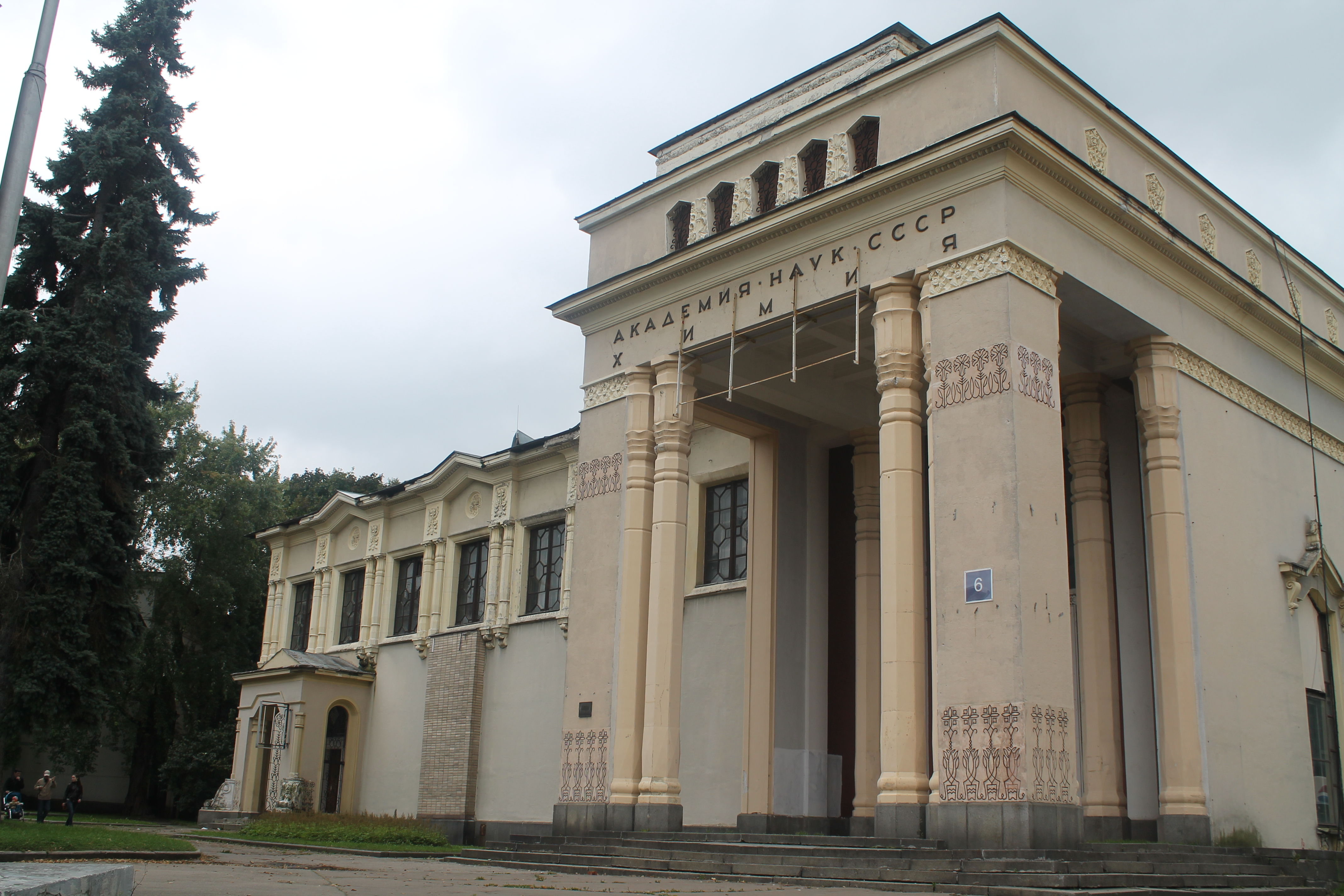
Павильон «Литовская ССР» на ВДНХ

Родился 30 января 1895 года в деревне Свистополи (ныне Шяуляйский уезд Литвы) в бедной крестьянской семье. В 1914 году окончил Шяуляйскую гимназию. После начала Первой мировой войны был призван в царскую армию и отправил на фронт. Находясь в рядах вооружённых сил, во время Октябрьской революции был избран членом исполнительного комитета военнослужащих-литовцев. Демобилизовавшись в 1918 году, поступил на архитектурный факультет Всероссийской Академии художеств в Петрограде. Вскоре оставил учёбу, вступив добровольцем в петроградскую бригаду курсантов.
В 1922 году возобновил учёбу в Академии. Параллельно с учёбой работал на стройках маляром, кровельщиком, водопроводчиком, прорабом. В 1926 году окончил академию со званием архитектора-художника, защитив диплом на тему «Дом съездов».
После окончания Академии жил и работал в России. С 1926 по 1935 год работал инженером и архитектором в проектных организациях Ленинграда. Принимал участие в проектировании и строительстве жилых и общественных зданий, среди которых грязелечебница курорта «Хилово» под Псковом, Дом культуры в Вишере, санаторий «Красный вал» в Луге, кинотеатр в Смоленске, Василеостровский Дом культуры в Ленинграде, памятник В. И. Ленину в Ленинграде (1930, скульптор В. В. Козлов) и другие сооружения. Перевёл на литовский язык десятки книг и научных статей по архитектуре.
С 1936 года работал в Куйбышеве. Во время Великой Отечественной войны преподавал теорию архитектуры и проектирования в Куйбышевском инженерно-строительном институте. Руководил Куйбышевским областным отделением Союза советских архитекторов. В 1944 году вступил в КПСС.
Летом 1944 года был назначен начальником Управления по делам архитектуры при Совете народных комиссаров Литовской ССР, где занялся работами по восстановлению разрушенных войной населённых пунктов. Руководил проектированием генеральных планов городов Литвы, жилых и общественных зданий, занимался проведением конкурсов. С 1945 по 1955 год был заведующим архитектурным отделом Академии наук Литовской ССР.
Принимал участие в организации Вильнюсского государственного художественного института. Работал в институте с 1945 года до конца жизни. С 1945 по 1951 год заведовал кафедрой архитектуры, профессор (1958).
Автор проекта павильона «Литовская ССР» на ВДНХ (1953, совместно с А. Лукошайтисом и К. Шешельгисом). Был инициатором установки охранных досок на множестве исторических зданий в центре Вильнюса. Публиковал в литовских изданиях статьи об архитектуре и строительстве. Состоял в Союзе архитекторов Литвы, в 1954—1958 годах был председателем правления этого союза. В 1947—1951 годах — депутат Верховного Совета Литовской ССР.
Умер 14 июля 1960 года в Вильнюсе.